# Spatsizi Mountain
Spatsizi Mountain är ett berg i Kanada.   Det ligger i provinsen British Columbia, i den centrala delen av landet, 3 800 km väster om huvudstaden Ottawa. Toppen på Spatsizi Mountain är 1 998 meter över havet, eller 30 meter över den omgivande terrängen. Bredden vid basen är 0,18 km.
Terrängen runt Spatsizi Mountain är bergig österut, men västerut är den kuperad. Trakten runt Spatsizi Mountain är nära nog obefolkad, med mindre än två invånare per kvadratkilometer.. Det finns inga samhällen i närheten.